# Hypenetes galactodes
Hypenetes galactodes är en tvåvingeart som beskrevs av H. Oldroyd 1974. Hypenetes galactodes ingår i släktet Hypenetes och familjen rovflugor. Inga underarter finns listade i Catalogue of Life.